# Методи діалектологічних досліджень
Основними методами дослідження діалектного матеріалу є описовий, або монографічний, і метод лінгвістичного картографування, або лінгвістичної географії.
Найпоширеніші в українській діалектологічній літературі дослідження, виконані описовим методом. Вони спричинені необхідністю вивчення закономірностей живої народної мови, виявлення діалектних явищ української мови на всьому терені її поширення. Найбільше діалектологічних досліджень в Україні здійснено описовим методом, у ряді праць обидва методи застосовуються одночасно. До таких можна віднести монографії про західноукраїнські говори на північ від Дністра Г. Ф. Шила, про говірки Полтавщини В. Ващенка, про середньополіські говірки М. В. Никончука. Названі методи не виключають один одного, а взаємодіють.
Описовим методом українській діалектології донедавна часто досліджувались тільки ті особливості говірок, говорів або наріч, які відрізняються від літературної норми. Унаслідок такого підходу до вивчення діалектної мови будова народних говорів описувалась однобічно, говори як мовні системи не одержували повного відображення. На сучасному етапі переважно в такий спосіб складаються діалектні словники.
Монографічне діалектологічне дослідження може здійснюватися у двох планах: синхронному (чисто описовому) і діахронному (порівняльно-історичному).
Синхронний аспект дослідження діалектів полягає в описі сучасного (чи взагалі монохроного, одночасного) стану мовної системи місцевого діалекту або окремих діалектних явищ безвідносно до їхнього історичного розвитку. Діахронний же аспект передбачає не тільки опис сучасного стану системи місцевого діалекту чи окремих діалектних явищ, а й дослідження історії мовної системи місцевого діалекту, її окремих ділянок, окремих діалектних явищ. Тому в діахронному діалектологічному дослідженні завжди наявні широкі зіставлення і порівняння як з національною літературною мовою й іншими місцевими діалектами, так і з даними історії досліджуваної мови та споріднених мов. Особливо важливим у дослідженнях цього типу є також залучення даних пам'яток історії мови, що писалися на території, охоплюваній монографічним дослідженням. У наявних працях з української діалектології синхронний і діахронний аспекти дослідження звичайно переплітаються між собою.
В українській діалектологічній літературі представлені, хоч і відчутно меншою мірою, також праці, в яких використовуються методи лінгвістичного картографування, або лінгвістичної географії.
Метод лінгвістичного картографування був застосований у діалектології для визначення територіального поширення місцевих діалектів як місцевих різновидів національної мови.
Суть методу лінгвістичної географії зводиться до того, що на окрему географічну карту-бланківку на підставі діалектологічних матеріалів, зібраних за спеціальною програмою, наноситься певним способом діалектне явище, внаслідок чого постає повна картина поширення тієї чи іншої мовної риси на певній території. Якщо лінією з'єднати між собою ті населені пункти, які стоять на межі різного відбиття того ж самого мовного явища в говорах, то вийде розмежувальна лінія (так звана ізоглоса), яка чітко вкаже межі поширення того чи іншого мовного явища. Задачею лінгвістичної географії є вивчення мовних рис у межах територій поширення, картографування їх та встановлення етногеографічної, соціальної, історичної специфіки розподілу мовних рис на певній території. Зібрання лінгвістичних карт, на яких відбито поширення діалектних мовних явищ, називають лінгвістичним, чи діалектологічним, атласом. Лінгвогеографічний метод дослідження українських говорів має два вияви: перший пов'язується з діалектним членуванням української мови й складанням карт українських говорів, другий забезпечує зображення на картах поширення окремих чи багатьох діалектних явищ. Чіткої межі між цими виявами немає, на сучасному етапі часто переходить перший, перший випливає з другого.